# Pandaerne i København Zoo
Pandaerne i København Zoo er blandt havens mest kendte dyr.

## Pandaanlægget
I november 2017 gik man i gang med at bygge et 4000 m² stort anlæg til Stor Panda (Ailuropoda melanoleuca) designet af arkitekterne Bjarke Ingels og David Zahle. Anlægget til 160 millioner kroner er udformet som en stor yin og yang-figur og ligger helt op ad "det nye" elefanthus og blev indviet og åbnede for offentligheden april 2019. Det ligger der hvor det gamle elefanthus plejede at ligge.

## København Zoos nuværende pandaer
Pandaerne kommer fra det kinesiske avls- og forskningscenteret Wolong Panda Reserve Chengdu.
Danmark låner de to pandaer Xing Er og Mao Sun af Kina i 15 år for omkring 100 millioner kroner. Over 90% af pengene er øremærket til naturbevarelsen af pandaen i Kina og til pandaforskning.
I foråret 2017 blev navnene på de to pandaer, der kommer kendt og brugt flittigt. Men der blev lavet en udskiftning af pandahannen He Xing, som var den han København Zoo oprindeligt havde fået stillet i udsigt. Han viste sig at være ramt af kryptorchisme, hvilket medfører at dens forplantningformoren formentlig ikke er god. Derfor kom en anden han til København. Denne han, kaldes Xing Er, blev sendt til Wolong Panda Reserve Chengdu, hvor hunnen Mao Sun også boede. Her fik de to bjørne et par måneder til at vænne sig hinandens dufte og adfærd, og de havde således en god fornemmelse for hinanden da de kom til Danmark. He Xing blev boende på Chengdu Panda Base, hvor han indgår i en gruppe af andre hanner.
Pandaerne lever adskilt i anlægget da de også i naturen lever alene. De møder kun hinanden ganske få dage om året, når hunnen er i brunst med en mulighed for at få bjørnene til at parre sig. Eventuelle unger skal sendes til Kina. Pandaerne yngler fra de er omkring 5 år gamle, hvilket var den alder de havde, dengang de ankom til København. Pandaerne spiser dansk bambus, som dyrkes på en fem hektar stor mark ved Vordingborg.
Pr. 23. oktober 2020
| Navn                            | Køn                                  | Ankomst                               | Født                      | Lånt af | Unger | Forældre            | Kendetegn         | Øvrigt                       |
| ------------------------------- | ------------------------------------ | ------------------------------------- | ------------------------- | ------- | ----- | ------------------- | ----------------- | ---------------------------- |
| Xing Er                         | Han, alder ved ankomst til ZOO: 6 år | 2019 fra Wolong Panda Reserve Chengdu | 23. august 2013 i Chengdu | Kina    |       | Mor: Xing (Stjerne) | Vægt: 114 kg født | Var tidligere i Shanghai Zoo |
| Mao Sun, hed oprindeligt Mao Er | Hun, alder ved ankomst til ZOO: 5 år | 2019 fra Wolong Panda Reserve Chengdu | 26. juli 2014 i Chengdu   | Kina    |       | Mor: Mao            | Vægt: 113 kg      |                              |

## Pandadiplomatiet
Kina har længe brugt at give kæmpepandaer som gaver til andre stater. Allerede tilbage i Tang-dynastiet sendte kejserinde Wu Zetian (625-705) et par kæmpepandaer til den japanske kejser i 658. Som alle andre diplomatiske gaver bliver Pandaer fortrinsvis foræret til venligtsindede nationer og dette er, med en kritisk undertone, blevet kaldt pandadiplomatiet. I nyere tid sendte folkerepublikken først pandabjørne til de kommunistiske allierede som gaver. Da USA's præsident Richard Nixon i 1972 besøgte Kina modtog USA et pandapar for at fejre afslutningen af 25 års isolation mellem de to lande. Dette gav imidlertid anledning til megen kritik.
Den daværende leder Hu Jintao ændrede kinesernes pandadiplomati 2008, hvorefter bjørnene leases ud til lande som er interesserede. Dyrene er ikke længere en gave, men modtagerlandet skal betale for dem, og lejekontrakterne indebærer at pandaerne tilhører Kina; også deres eventuelle unger.
Danmarks lån af to pandaer er af kritikere blevet set som en tak for Danmarks opbakning til Kinas Tibet-politik. På det tidspunkt havde Dalai Lama i mange år stillet krav om Tibets uafhængighed, men dette ændrede eksilregeringen til et krav om "ægte autonomi" og Danmark fulgte denne udvikling op med den såkaldte verbalnote, der anerkendte at Tibet er en del af Kina. Kritikere har sagt, at årsagen til at Danmark fik tilbud om at låne de to pandaer, var løsningen af den krise mellem Kina og Danmark som opstod efter at statsminister Lars Løkke Rasmussen tog imod Tibets åndelige leder, Dalai Lama, på Marienborg i 2009.
Løsningen på den seks måneder lange krise blev regeringens såkaldte verbalnote, som blev godkendt af Folketinget. Den bakkede op om Kinas Et-Kina-politik. I noten stod bland andet at "Danmark anerkender Kinas suverænitet over Tibet og modsætter sig følgelig Tibes uafhængighed". Pandaerne er derfor af kritikerne blevet set som kinesisk tak for dansk anerkendelse af Tibets status. Kina er jo ikke et demokrati, hvilket for de såkaldte Tibet-venner vil sige, at Kina er et diktatur, der skal bekæmpes og som vi skal forholde os fjendtligt til. 
Dalai Lama og hans tibetanske eksilregering stræber dog ikke længere efter uafhængighed eller løsrivelse, men efter autonomi inden for rammerne af Folkerepublikken Kina.
Det tog 7-8 år at få pandaerne på plads. Men de to pandaer, Xing Er og Mao Sun, kan blive krævet tilbage af Kina hvis Danmark i fremtiden skulle foretage sig ting, som Kina opfatter som fjendtlige tiltag.  I 2013 talte Kina om at trække et pandapar tilbage fra Schönbrunn dyrehave i Wien, fordi den østrigske kansler Werner Faymann havde mødtes med Dalai Lama.
Kina krævede at Washington Zoo sendte pandaen Tai Shan retur til Kina, efter daværende præsident Barack Obama havde valgt at mødes med Dalai Lama. I 2011 modtog Edinburgh Zoo to pandaer. Kort efter indgik Kina og Skotland en stor handelsaftale om blandt andet import af skotsk laks. Handelsaftalerne fandt sted umiddelbart efter at Kina havde standset al import af laks fra Norge, fordi den norske nobelpris for fred 2010 var blevet tildelt systemkritikeren Liu Xiaobo. Danmark er det 19. land i den eksklusive gruppe af lande, der har fået lov at låne pandaer. Heraf blot fem i Europa.

## Panda visitten 1958
Det er ikke første gang man fremvist panda i København Zoo, pandaen Chi Chi var i sommeren 1958 på en tre ugers gæstevisit i Københavns Zoo. Det gav massiv medieomtale. Ikke mindst i forbindelse med en kontroversiel hændelse, hvor pandaen gik i skumbad med den unge fotomodel Bitten Danielsen og bed hende i forbindelse med optagelser til en reklamefilm.
Pandaen Chi Chi ankom til London Zoo i september samme år. Selvom det oprindeligt var planlagt, at Chi Chi kun skulle være i den engelske zoo i tre uger, besluttede den zoologiske have at i stedet købe hende for £12.000. Chi Chi boede i London Zoo indtil sin død i 1972 og fungerede som inspiration til et tidligere logo for World Wildlife Fund.